# لارا هادوک
لارا هادوک (انگلیسی: Laura Haddock؛ زادهٔ ۲۱ اوت ۱۹۸۵) یک هنرپیشه اهل بریتانیا است. وی از سال ۲۰۰۷ میلادی تاکنون مشغول فعالیت بوده‌است.
از فیلم‌ها یا برنامه‌های تلویزیونی که وی در آن نقش داشته‌است می‌توان به تبدیل‌شوندگان: آخرین شوالیه و پلیدی‌های داوینچی اشاره کرد.او درسال ۲۰۱۹ از همسرش جدا شد.

## زندگی شخصی
او در سال ۲۰۱۳ پس از دو سال رابطه با سم کلفلین با وی ازدواج کرد که ثمره این ازدواج دو فرزند، یک پسر در سال ۲۰۱۵ و یک دختر در سال ۲۰۱۸ است.

## فیلم‌شناسی
- 2007 -رنگ سحر و جادو
- 2008 -مارپل:جیب پر از چاودار
- 2011 -کاپیتان آمریکا: نخستین انتقام‌جو
- 2011 -خشم یتی
- 2012 -ذخیره‌سازی۲۴
- 2012 -خانه کوکتل
- 2014 -نگهبانان کهکشان
- 2017 -نگهبانان کهکشان بخش ۲